# Arrigo Boito
Pour les articles homonymes, voir Boito.
Arrigo (ou Enrico) Boito, né le 24 février 1842 à Padoue (Lombardie-Vénétie dans l'empire d'Autriche) et mort le 10 juin 1918 à Milan (Italie), est un compositeur, romancier et poète italien, connu surtout pour ses livrets d'opéra et pour son drame lyrique, Mefistofele.

## Biographie
Arrigo Boito qui, sur le modèle de Stendhal (Henri Beyle), transforme son prénom d'Enrico en Arrigo, est issu d'une famille intellectuelle de Padoue passionnée d'art et de culture. Son père est miniaturiste. Sa mère, née comtesse Josefa Radolinska, est d'origine polonaise. Il évolue dans le cercle de la scapigliatura milanaise, mouvement littéraire et artistique très éclectique, né en Lombardie à la fin du XIXe siècle, qui rejette tout dogme esthétique. Il étudie le violon, le piano et la composition au Conservatoire de Milan entre 1855 et 1860. En 1860, alors que l'Italie vit les heures cruciales de son unification, il compose avec son ami Franco Faccio une cantate patriotique Il quattro Giugno ainsi qu'un drame musical Le Sorelle d'Italia et s'engage sous la bannière de Garibaldi. En récompense, les deux jeunes auteurs compositeurs obtiennent du roi Victor-Emmanuel II une bourse pour voyager durant deux ans à l'étranger. Boito choisit de séjourner à Paris. Il y découvre la nouvelle musique française, notamment Berlioz et Meyerbeer, et est présenté à Rossini. C'est aussi l'époque où Wagner triomphe dans les milieux littéraires parisiens. À noter que Boito est parfaitement francophone.
De retour à Milan, Boito s'attelle à son premier opéra, Mefistofele, dont il écrit à la fois la musique et le livret qui suit de façon très fidèle le texte du Faust de Goethe. Créée à la Scala de Milan sous sa direction orchestrale le 5 mars 1868, cette œuvre rompt avec la tradition italienne du bel canto. Familier des œuvres de Shakespeare – qu'il traduit en italien – et du théâtre élizabéthain, il se passionne aussi pour les philosophes allemands, particulièrement Nietzsche et Schopenhauer. Pour Boito, qui se voit autant comme écrivain que comme musicien, la musique doit épouser fidèlement le livret et non les demandes des interprètes : l'œuvre littéraire doit être au centre du théâtre lyrique. La première est un échec et l'opéra aussitôt retiré de l'affiche. Boito remanie l'œuvre qu'on rejoue à Bologne en 1875, cette fois avec succès, puis à Hambourg, à Londres (en italien) et à Boston (en anglais) en 1880, à Bruxelles (en français) en 1883 et enfin à Paris en 1919. 
Ses amis compositeurs lui commandent des livrets. Il a écrit, sous l'anagramme de Tobia Gorrio, La Gioconda pour Ponchielli d'après Victor Hugo, Amleto (Hamlet) pour Franco Faccio. Il publie aussi des recueils de poèmes : Il Re Orso (1864), Il libro dei versi (Turin, 1877), écrit des nouvelles, Le Fou noir et Le Poing fermé notamment, et traduit les livrets d'opéras de Wagner (Rienzi, Tristan und Isolde). 
En 1875, l'éditeur milanais Ricordi le met en rapport avec Giuseppe Verdi, pour qui il va remanier le livret de Simon Boccanegra (1881), puis composer les livrets de ses deux derniers opéras Otello et Falstaff d'après Shakespeare. 
Nommé inspecteur général des conservatoires de musique italiens, il est fait sénateur par le roi d'Italie et docteur honoris causa des Universités anglaises de Cambridge et Oxford. Partout régulièrement à l'affiche le Mefistofele fait désormais partie du répertoire lyrique de nombreuses maisons d'opéra (Le Prologue était l'œuvre que le maestro Toscanini mettait le plus volontiers à son programme). 
Un second opéra, Nerone, auquel il travaille depuis 1870, demeure inachevé à sa mort en 1918. L'orchestration en est complétée par Antonio Smareglia  et Vincenzo Tommasini sous la supervision de Toscanini, qui le crée à la Scala le 1er mai 1924. 
Son frère, Camillo Boito (1836-1914) s'est distingué comme architecte spécialisé comme Viollet-le-Duc dans la restauration du patrimoine et comme écrivain, auteur de nouvelles, dont l'une, Senso, fit l'objet d'une adaptation cinématographique signée de Luchino Visconti.

## Hommage
Le Conservatoire de Parme porte son nom.

## Œuvre littéraire

### Poésie
- Re Orso (1864, 1873, 1877, 1902)
- Il libro dei versi (1877, 1902)

### Théâtre
- Le madri galanti (1863, avec Emilio Praga)
- Nerone (1901)

### Nouvelles
- L'Alfier nero (1867)
- Iberia (1868)
- Il pugno chiuso (1870)
- La musica in piazza (1870-1871)
- Il trapezio (1873-1874, incompiuta)

## Livrets et opéras
- Il quattro giugno (1860, pour son opéra composé en collaboration avec Franco Faccio)
- Le sorelle d'Italia (1861, idem)
- Amleto (1865, Franco Faccio)
- Mefistofele (1868, pour son opéra ; 1875, idem)
- Ero e Leandro (1871, pour son opéra, non représenté ; 1879, Giovanni Bottesini; 1896, Luigi Mancinelli)
- Iràm (1873, Cesare Dominiceti, non représenté)
- Un tramonto (1873, Gaetano Coronaro)
- Maria Tudor (1874, Carlos Gomes)
- La falce (1875, Alfredo Catalani)
- Semira (1876, Luigi San Germano, non représenté)
- La Gioconda (1876, Amilcare Ponchielli)
- Pier Luigi Farnese (1877, Costantino Palumbo, non représenté)
- Basi e bote (1881, pour son opéra, non représenté ; 1927, Riccardo Pick-Mangiagalli)
- Simon Boccanegra (1881, Giuseppe Verdi, remaniement du livret de Francesco Maria Piave)
- Otello (1887, Giuseppe Verdi)
- Falstaff (1893, Giuseppe Verdi)
- Nerone (1924, pour son opéra, posthume)

### Sources
- (it) Cet article est partiellement ou en totalité issu de l’article de Wikipédia en italien intitulé « Arrigo Boito » (voir la liste des auteurs) (Œuvre et bibliographie)
- Ouvrages cité en notes (biographie)